# Гангрский собор

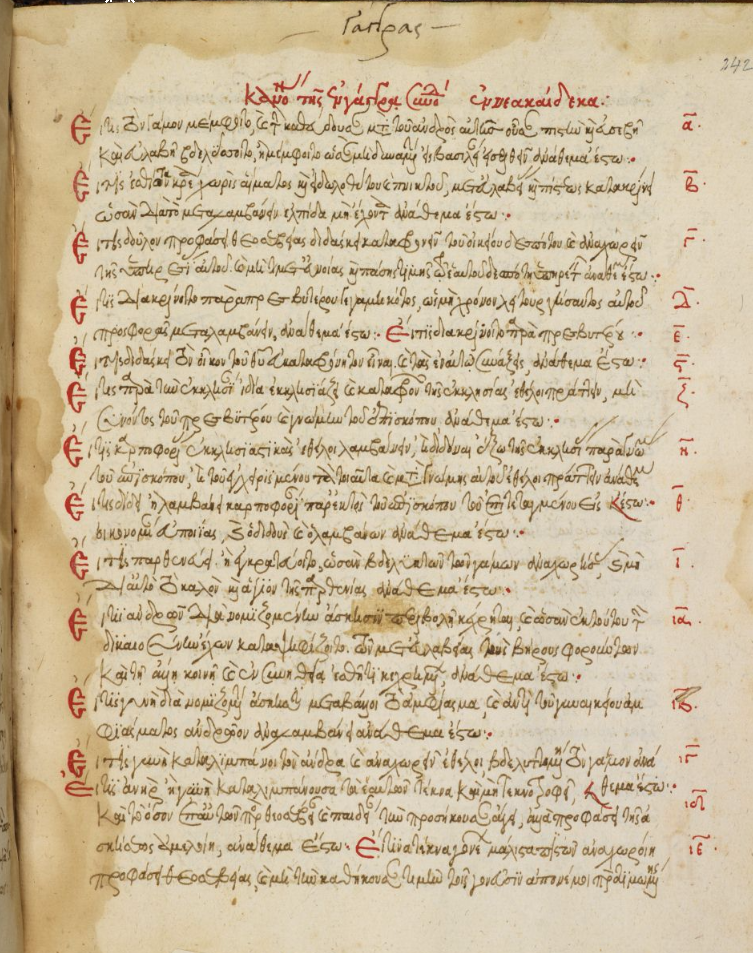
Правила Гангрского собора. Греческая рукопись, ноябрь 1600 года. Британская библиотека.

Га́нгрский собо́р (греч. Σύνοδος ἐν Γάγγρᾳ τῶν Παφλαγόνων — «Собор в Гангре Пафлагонийской») — поместный собор христианской церкви, состоявшийся в середине IV века в городе Гангры в Пафлагонии (ныне Чанкыры, Турция). В отношении даты проведения собора высказываются различные мнения: около 340 года — епископ Никодим (Милаш), 343 год — архиепископ Петр (Л’Юилье) или между 362—370 годами — профессор А. С. Павлов. Участие в работе собора приняло 13 епископов, председательствовал Евсевий Никомидийский. В соборе приняли участие следующие епископы: Евсевий, Элиан, Евгений, Олимпий, Вифиник, Григорий, Филит, Папп, Евлалий, Ипатий, Проэресий, Василий, Васс.
Причиной созыва собора послужило возникновение ереси Евстафия, епископа Севастийского и его последователей. Зонара и Вальсамон так комментируют причины созыва:

…взводя клевету на законный брак, говорили, что никому из состоящих в браке нет надежды на спасение у Бога. Поверив им как мужья, так и жены — одни изгоняли своих жен, а другия, оставляя своих мужей, хотели жить целомудренно; потом не вынося безбрачной жизни, впадали в прелюбодеяние. Последователи Евстафия учили и другому вопреки церковному преданию и обычаю, и присвояли себе церковныя плодоприношения, и жены у них одевались в мужские одежды и стригли волосы. Они заповедовали так же поститься и в воскресные дни, а посты установленные в церкви, отвергали и ели, гнушались мясом, и в домах женатых людей не хотели ни молиться, ни причащаться, отвращались женатых священников и презирали, как нечистыя, те места, в которых находились мученические останки, и осуждали тех, которые имели деньги и не отдавали их, как будто бы спасение было для них безнадежно, и иное многое заповедовали и учили.

Собором были приняты 21 правило, вошедшие в Православной церкви в общий свод церковного права. Также собором было составлено послание, не вошедшее в свод церковного права, но объясняющее причины созыва собора. Все правила, принятые собором, заканчиваются (в церковнославянском переводе) словосочетанием «да будет под клятвою», то есть анафемой. Именно с Гангрского собора закрепилось традиционная каноническая форма анафематствования «если кто-либо… да будет анафема».